# Kraal
Kraal eller krål er et ord der stammer fra afrikaans og sydafrikansk engelsk for en indhegning for kvæg eller andet budskab indenfor en afrikansk homestead (bosætningsområde) eller landsby som er omringet af en palisade, torv–mur eller anden indhegning. Denne er omtrent cirkulær i form.
Begrebet henviser primært til typen spredte bosætninger som er karakteristiske for nguni–sproglige folkeslag i det sydlige Afrika. Hvide sydafrikanere henviste almindeligves til hele bosætningen som en kraal fra koloniseringsperioden af, men etnografer har længe anerkendt at dets korrekte brug er dyreindhegning indenfor bosætningen, og at det er forkert at snakke om at det bor mennesker i kraaler. Menneskenes bosteder i en "homestead" (xhosa: umzi, zulu: umzi, swati: umuti) kaldes hus (ental indlu, flertal xhosa og zulu: izindlu, swati: tindlu) af moderne etnografer.